# Jane's Fighting Ships
Jane's Fighting Ships es una obra de referencia de buques de guerra y de publicación anual. Publicado originalmente por primera vez por Fred T. Jane en 1898 con el título Jane's All the World's Fighting Ships (Todos los buques de guerra del mundo por Jane).
Cuenta actualmente con una base de datos que cubre todas las armadas del mundo, y se ha editado tanto en papel como también durante las últimas décadas en formato electrónico, disco compacto y microfilme. El grupo editor es Jane's, que es en la actualidad propiedad de IHS.
Cada nave está ordenada por nación, incluyendo información sobre los nombres, dimensiones y armamento, así como siluetas identificativas y fotografías. Cada edición posterior, ha añadido nuevos datos y buques. La primera edición estaba ilustrada con esbozos del propio auto. Las primeras fotos aparecen en el tercer volumen publicado en 1900. El nombre del título de la obra adopta su actual nombre Jane's Fighting Ships en la edición de 1905. Las diez primeras obras de la misma serie de Jane (1898,1905-1906, 1906-1907, 1914, 1919, 1924, 1931, 1939, 1944-1945, y 1950-1951) fueron reimpresas en formato facsímil por Arco Publishing en 1969. Todas estas reimpresiones se editaron en formato adoptando el formato «paisaje» en su impresión para armonizarlo con el catálogo de aviones de Jane.
Su éxito conllevó la aparición de varias publicaciones centradas en el tema militar con el nombre de Jane's. La última edición es la 116a de Jane's Fighting Ships 2016-2017.

## Editores
Después de las primeras ediciones, la serie ha continuado publicándose por otros editores durante varios años, la lista es:
| Años          | Editor                              |
| ------------- | ----------------------------------- |
| 1898-1915     | Fred T. Jane                        |
| 1916–1917     | Maurice Prendergast                 |
| 1918–1922     | Oscar Parks y Maurice Prendergast   |
| 1923–1929     | Oscar Parkes y Francis E. McMurtrie |
| 1930–1934     | Oscar Parkes                        |
| 1935–1948     | Francis E. McMurtrie                |
| 1949–1973     | Raymond Blackman                    |
| 1974–1988     | Capitán John Moore (RN)             |
| 1988–2000     | Capitán Richard Sharpe              |
| 2000–2017     | Comodoro Stephen Saunders (RN)      |
| 2018-presente | Alex Pape                           |